# Джудіт Макнот
Джу́діт Макно́т (англ. Judith McNaught, 10 травня 1944, Сан-Луїс-Обіспо) — американська письменниця, автор любовних романів.

## Рання кар'єра
Народилася 10 травня 1944 року в Сан-Луїс-Обіспо. Вивчала бізнес у Північно-західному університеті. Одружилася зі стоматологом із Сент-Луїса й народила двох дітей, дочку Вітні й сина Клейтона, перед розлученням.
Перш ніж стати відомою як письменниця, Макнот працювала була помічником режисера в знімальній групі, асистентом контролера в компанії з перевезень вантажу, головою агенції тимчасового працевлаштування і головою фірми пошуку керівників. Була також першою жінкою — виконавчим продюсером на радіостанції CBS.
Зустріла свого другого чоловіка, Майкла (Майка) Макнота, коли працювала помічником режисера в знімальній групі, що проацювала над фільмом для відділу компанії General Motors. Майкл був директором публічних відносин цієї компанії. На двох вони мали сім дітей: її двоє дітей і його п'ятеро від попереднього шлюбу. Її чоловік заохочував її до писання, купивши їй нову друкарську машинку й підтримуючи її протягом років, коли видавці відкидали її романи.
Першим твором Макнот був роман «Вітні, моє кохання», який вона написала між 1978 і 1982 роками. Після складнощів з продажем цього роману вона написала й продала роман «Ніжний тріумф» на початку 1982 року. Отримала обкладинку на «Ніжний тріумф» 20 червня 1983 року — на наступний день після того, як її чоловік загинув у нещасному випадку.

## Успіх
«Вітні, моє кохання», перший твір Макнот, було нарешті надруковано 1985 року, після того, як вона підтвердила свої вміння двома іншими опублікованими творами. Не знаючи про правила, що за ними було написано більшість романів епохи Регентства, Макнот написала свої ранні романи в унікальному стилі. Її романи спочатку ознайомлювали читача з героєм, а не з героїнею. Цю книгу зараз уважають за першу книгу в жанрі історичного регентського роману. У романі «Вітні, моє кохання» схоплено якісь елементи регентского роману, але його велика довжина, чуттєвість і емоційна нарпуженість найчастіше пов'язуються з традиційними історичними романами, які рідко писалися протягом епохи Регентства. Незважаючи на те, що роман удалося продати по довгому часі після його написання, він мав дуже виликий успіх, що підштовхнуло інших редакторів замовляти романи в такому ж самому стилі.
На початку своєї письменницької кар'єри Макнот була одною з небагатьох авторів, що писали для ринку історичного роману. На 1985 рік, однак, цей жанр «вибухнув» і понад 50 нових історичних романів публіковалося щомісяця, багато з яких були повнодовжинними романами з подіями, поміщеними в епосі Регентства, як романи Макнот. Незважаючи на успіх у написанні історичних романів, 1990 року Макнот перемкнулася на написання сучасних романів, надіючись мати кращу можливість вирізнити свої твори на менш насиченому ринку. Тоді як її кар'єра продовжувала зріти, Макнот поступово впроваджувала елементи непевності й турботи в свої твори. Незалежно від їхнього жанру, однак, її книжки зазвичай мають швидкий темп і характеризуються сильними, вірними, співчутливими й кмітливими героїнями.